# Freestyle (Cavallino Matto)
Freestyle in Cavallino Matto (Castagneto Carducci, Toskana, Italien) ist eine Stahlachterbahn vom Modell Standing Coaster des Herstellers Togo, die am 18. Juli 2015 eröffnet wurde. Ursprünglich wurde sie bereits im Mai 1985 im kanadischen Canada’s Wonderland als SkyRider eröffnet. Dort fuhr sie bis zum 1. September 2014, bevor sie nach Cavallino Matto transportiert wurde.
Sie ist seit dem Umbau von Shockwave in Drayton Manor (England) zu einem Sitting-Coaster im Jahre 2024 die einzige Stand-Up-Achterbahn in Europa.
Die 673,6 m lange Strecke erreicht eine Höhe von 26,8 m und verfügt über einen Looping. Die Höchstgeschwindigkeit beträgt 82 km/h.

## Züge
Freestyle besitzt zwei Züge mit jeweils sechs Wagen. In jedem Wagen können vier Personen (zwei Reihen à zwei Personen) Platz nehmen.